# Червило (сингъл)
Червило е трети сингъл на българския поп-рок дует Дони и Момчил, издаден през 1998 година.

## Изпълнители
- Добрин Векилов – вокал, музика, текст и аранжимент
- Момчил Колев – аранжимент

## Песни
1. Червило (радиоверсия)
2. Червило (денсверсия)
3. Червило (инструментал)